# Virginia Vincent
Pour les articles homonymes, voir Vincent (patronyme).
Virginia Vincent (Grohosky), née le 3 mai 1918 à Goshen (État de New York) et morte le 3 octobre 2013 à San Diego (Californie), est une actrice américaine.

## Biographie
Au cinéma, Virginia Vincent contribue comme second rôle à vingt-et-un films américains, le premier étant La Ruée vers la Californie de Joseph Kane (1950, avec Forrest Tucker et Adele Mara) ; le dernier sort en 1986.
Entre-temps, citons Je veux vivre ! de Robert Wise (1958, avec Susan Hayward et Simon Oakland), Une certaine rencontre de Robert Mulligan (1963, avec Steve McQueen et Natalie Wood), La colline a des yeux de Wes Craven (1977, avec Susan Lanier et Robert Houston) et Amy de Vincent McEveety (1981, avec Jenny Agutter et Barry Newman).
À la télévision américaine, elle apparaît dans soixante-quatorze séries dès 1952, dont Perry Mason (trois épisodes, 1958-1960), Sur la piste du crime (trois épisodes, 1966-1971), Huit, ça suffit ! (neuf épisodes, 1977-1979), ou encore le feuilleton Côte Ouest (son ultime rôle à l'écran, un épisode, 1988).
S'ajoutent trois téléfilms, les deux premiers diffusés respectivement en 1970 et 1972 ; le troisième est Invitation en enfer de Wes Craven (1984, avec Robert Urich et Joanna Cassidy).
Au théâtre enfin, Virginia Vincent joue notamment à Broadway (New York) dans trois pièces, la première étant Twilight Walk d'A. B. Shiffrin (1951, avec Nancy Kelly et Walter Matthau) ; la deuxième est Wedding Breakfast de Theodore Reeves (1954-1955, avec Lee Grant et Anthony Franciosa). Elle revient une dernière fois à Broadway, comme doublure, en 1964.
Elle meurt en 2013, à 95 ans.

## Vie privée
Elle a eu deux maris dans sa vie, Frank London et Jack Vincent.

## Filmographie partielle

### Cinéma
- 1950 : La Ruée vers la Californie (California Passage) de Joseph Kane : Mazie
- 1951 : La Voleuse d'amour (The Company She Keeps) de John Cromwell
- 1953 : Taxi de Gregory Ratoff : Hortense
- 1957 : Pour elle un seul homme (The Helen Morgan Story) de Michael Curtiz : Sue
- 1958 : Je veux vivre ! (I Want to Live!) de Robert Wise : Peg
- 1958 : L'Orchidée noire (The Black Orchid) de Martin Ritt : Alma Gallo
- 1958 : Le Retour de Dracula (The Return of Dracula) de Paul Landres : Jennie Blake
- 1963 : Une certaine rencontre (Love with the Proper Stranger) de Robert Mulligan : Anna
- 1967 : Tony Rome est dangereux (Tony Rome) de Gordon Douglas : Sally Bullock
- 1968 : Sweet November de Robert Ellis Miller : Mme Schumacher
- 1969 : L'habit ne fait pas la femme (Change of Habit) de William A. Graham : Mlle Parker
- 1971 : La Cane aux œufs d'or (The Million Dollar Duck) de Vincent McEveety : Eunice Hooper
- 1973 : The Baby de Ted Post : rôle non spécifié
- 1974 : 747 en péril (Airport 1975) de Jack Smight : Gina Arriba, une passagère
- 1976 : Le Trésor de Matacumba (Treasure of Matecumbe) de Vincent McEveety : Tante Lou
- 1977 : La colline a des yeux (The Hills Have Eyes) de Wes Craven : Ethel Carter
- 1981 : Amy de Vincent McEveety : Edna Hancock

### Télévision

#### Séries
- 1952-1953 : Tales of Tomorrow, saison 2, épisode 12 The Window (1952 : Jean) de Don Medford et épisode 26 Another Chance (1953 : Carlotta / Regina) de Don Medford
- 1953 : Studio One, saison 5, épisode 4 Sentence de mort (Sentence of Death) : Mme Sawyer
- 1958-1960 : Perry Mason
  - Saison 1, épisode 21 La Vamp aux yeux verts (The Case of the Green-Eyed Sister, 1958) de Christian Nyby : Harriet Bain
  - Saison 2, épisode 12 Les Rêves brisés (The Case of the Shattered Dream, 1959) d'Andrew V. McLaglen : Virginia Trent
  - Saison 3, épisode 12 The Case of the Frantic Flyer (1960) d'Arthur Marks : Ruth Walters
- 1959 : Johnny Staccato, saison unique, épisode 14 Le Retour (The Return) : Jeannie Dasko
- 1959-1960 : Les Incorruptibles (The Untouchables), saison 1, épisode 12 Réseau clandestin (The Underground Railway, 1959 : Mona Valentine) de Walter Grauman et épisode 26 Banque privée (The Underworld Bank, 1960 : Louise O'Hara) de Stuart Rosenberg
- 1960 : Bonne chance M. Lucky (Mr. Lucky), saison unique, épisode 33 Dangerous Lady de Jack Arnold : Honeybird
- 1961 : Peter Gunn, saison 3, épisode 20 A Kill and a Half de Robert Gist : Dora Carmichael
- 1962 : Le Gant de velours (THe New Breed), saison unique, épisode 30 Hail, Hail, the Gang's All Here de Walter Grauman : Connie Stacy
- 1962-1963 : 77 Sunset Strip
  - Saison 4, épisode 28 Violence for Your Furs (1962) d'Alan Rafkin : Rosalie Pierce
  - Saison 6, épisode 14 Paper Chase (1963) : Kitty Corcoran
- 1963 : Suspicion (The Alfred Hitchcock Hour), saison 1, épisode 20 The Paragon de Jack Smight : Madge Fletcher
- 1964 : Le Fugitif (The Fugitive), saison 1, épisode 21 Le Piège (Rat in a Corner) de Jerry Hopper : Lorna Grant
- 1965-1969 : Peyton Place (feuilleton, épisodes sans titres)
  - Saison 2, épisode 48 (1965) de Walter Doniger : Mme Voigt
  - Saison 3, épisode 30 (1966) de Ted Post, épisode 32 (1966) de Walter Doniger et épisode 59 (1967) : Mme Linden
  - Saison 5, épisode 31 (1969) de John Erman : une vendeuse
- 1966 : Le Virginien (The Virginian), saison 5, épisode 3 The Captive de Don Weis : Louise Emory
- 1966-1971 : Sur la piste du crime (The F.B.I.)
  - Saison 2, épisode 2 The Escape (1966) de Ralph Senensky : Miriam Abbott
  - Saison 5, épisode 5 Silent Partner (1969) de William Hale : Mme Wyatt
  - Saison 7, épisode 6 The Mastermind (Part I, 1971) de Virgil W. Vogel : Mme Rademaker
- 1968 : Gunsmoke ou Police des plaines (Gunsmoke ou Marshal Dillon), saison 14, épisode 14 The Money Store de Vincent McEveety : Louise Thorpe
- 1973 : L'Homme de fer (Ironside), saison 6, épisode 25 Le Maître des cartes (A Game of Showdown) de Don Weis : Marylou Beacon
- 1974 : Auto-patrouille (Adam-12), saison 6, épisode 16 North Hollywood Division (Sheila Turman) et épisode 24 A Clinic on 18th Street (Marion Fenton) de Jack Webb
- 1974 : Dossiers brûlants (Kolchak: The Night Stalker), saison unique, épisode 6 La Grande Question (Firefall) de Don Weis : Mme Markoff
- 1975 : Cannon, saison 4, épisode 17 Le Cinquième Homme (Killer on the Hill) : Ann Kaufman
- 1977-1979 : Huit, ça suffit ! (Eight Is Enough)
  - Saison 1, épisode 1 Never Try Eating Nectarines Since Twice May Dispense (1977) d'E. W. Swackhamer, épisode 5 Turnabout (1977) d'Harvey S. Laidman, épisode 6 Quarantine (1977), épisode 7 V Is for Vivian (1977) et épisode 9 The Gipper Caper (1977) de William F. Claxton : Daisy Maxwell
  - Saison 2, épisode 1 Is There a Doctor in the House? (1977), épisode 2 Trial Marriage (1977) de Philip Leacock et épisode 4 Double Trouble (1977) : Daisy Maxwell
  - Saison 4, épisode 3 I Do, I Do, I Do, I Do (1979) : Daisy Maxwell
- 1979 : Quincy (Quincy, M.E.), saison 4, épisode 18 Physician, Heal Thyself de Corey Allen : Mme Reed
- 1979 : Police Story, saison 5, épisode 8 A Cry for Justice : Mme Hall
- 1985 : Simon et Simon (Simon & Simon), saison 5, épisode 7 Réunion à Alcatraz (Reunion at Alcatraz) : Toni Myers
- 1988 : Côte Ouest (feuilleton), saison 10, épisode 2 La Limite (Borderline) : Mme Howell

#### Téléfilms
- 1970 : Night Slaves de Ted Post : Mme Crawford
- 1972 : The Strangers in 7A de Paul Wendkos : une cliente à la banque
- 1984 : Invitation en enfer (Invitation to Hell) de Wes Craven : Grace Henderson

## Théâtre à Broadway (intégrale)
- 1951 : Twilight Walk d'A. B. Shiffrin, mise en scène de Paul Stewart : Rosie Callahan
- 1954-1955 : Wedding Breakfast de Theodore Reeves, mise en scène d'Herman Shumlin : Ruth
- 1964 : A Girl Coul Get Lucky de (et mise en scène par) Don Appell : Penny Moore (comme doublure de Betty Garrett)